# Rhynchostegium pellucidum
Rhynchostegium pellucidum är en bladmossart som beskrevs av Hugh Neville Dixon 1937. Rhynchostegium pellucidum ingår i släktet näbbmossor, och familjen Brachytheciaceae. Inga underarter finns listade i Catalogue of Life.